# Castello di Scaldasole
Il castello di Scaldasole si trova nel comune di Scaldasole, in provincia di Pavia.

## Storia
Il nucleo originale del castello fu costruito tra il X ed il XII secolo e fu feudo dei Campeggi (una famiglia aristocratica di parte guelfa di Pavia).
Tra il 1334 e il 1404 passò alla famiglia Folperti di Scaldasole che fece intraprendere dagli architetti Milanino de Saltariis, Bernardo e Martino de Soncino, la costruzione sul lato sud del castello originale, del ricetto, vasto cortile rettangolare fortificato in grado di raccogliere in caso di necessità l'intera popolazione del paese.
Successivamente, i marchesi Malaspina, nuovi feudatari di Scaldasole, abbellirono il castello con un portico ed una loggia e fecero affrescare alcune sale. 
Fu questo complesso edilizio, con le sue sette torri medioevali, le volte e i camini rinascimentali, ad ospitare nel tempo alcuni illustri personaggi tra cui nel 1491 Isabella d'Aragona, figlia di Alfonso duca di Calabria e promessa sposa di Gian Galeazzo Sforza duca di Milano, nel 1497 l'imperatore Massimiliano I d'Asburgo e nel 1533 Carlo V d'Asburgo.
Tra il secolo XV e il XVII secolo il castello fu oggetto di innumerevoli passaggi di proprietà: Filippo Maria Visconti,  toltolo alla famiglia Folperti nel 1430 lo diede nel 1436 al camerario ducale messer Innico I d'Avalos figlio di Ruy López Dávalos conte di Ribadeo per poi incamerarlo nel 1444 per rinuncia dello stesso. Francesco I Sforza la restituì ai Folperti nel 1451. 
Cinque anni dopo pervenne a Francesco Pico della Mirandola conte di Concordia e nel 1461, per atto di successione, a suo genero Giacomo Malaspina, marchese di Fosdinovo. Nel 1577 fu ceduto al conte Rinaldo Tettoni, il quale lo vendette al cardinale Tolomeo Gallio di Como nel 1582 i cui eredi, i Gallio Trivulzio duchi d'Alvito, alienarono le proprietà locali al loro livellario Carlo Brielli nel 1799 che, tre anni dopo, le diede in investitura perpetua al nobile Giovanni Antonio Strada di Garlasco, ai cui discendenti appartiene tuttora.

## Descrizione

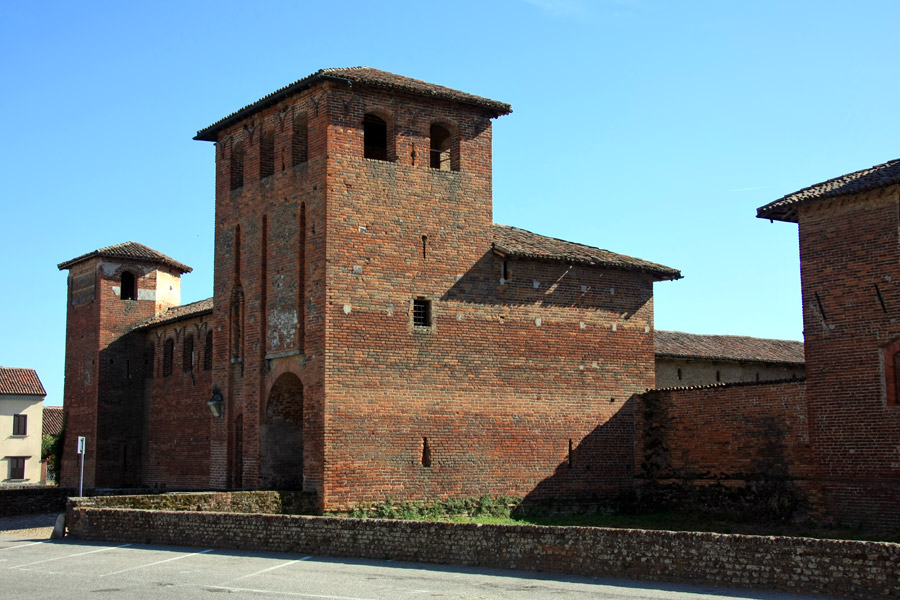
Uno scorcio del castello

Il castello si presenta con l'impianto tipico delle fortificazioni viscontee di pianura, con gli edifici che formano un cortile centrale rettangolare - con al centro un pozzo in laterizio - delimitato da torri angolari munite di merlatura esterna, di fossato e barbacane con un ponte levatoio all'ingresso.
La sua tipologia edilizia tuttavia si caratterizza nel panorama lombardo dalla presenza, a sud, del ricetto che risulta costituito da tre corpi di fabbrica uniti al castello con due torri gemelle ed una centrale in corrispondenza dell'ingresso orientale.
Complessivamente, il complesso comprende cinque torri: una funge da ingresso al ricetto, mentre le rimanenti sono disposte agli angoli del castello.